# Bitwa pod Skorzowem
Bitwa pod Skorzowem – bitwa partyzancka stoczona 4 sierpnia 1944 roku przez oddziały Armii Krajowej i Batalionów Chłopskich pod Skorzowem z oddziałem armii niemieckiej.

## Przebieg bitwy
Wykonując rozkaz zablokowania drogi z Buska do Chmielnika wydany przez Wacława Ćmakowskiego komendanta powiatowego AK, jeden z oddziałów Armii Krajowej zablokował drogę zajmując stanowiska w okolicy wsi Skorzów.  Oddział dowodzony był przez sierż. Jana Jopa. Liczył około 40 ludzi i posiadał na uzbrojeniu oprócz karabinków i pistoletów maszynowych dwa karabiny maszynowe MG. Oddział Wehrmachtu nadciągnął drogą od strony Wygody Kozińskiej. Doszło do walki. Plan blokady nie był jednak należycie przygotowany i kilkunastu żołnierzy niemieckich niepostrzeżenie weszło do wsi Skorzów, co skomplikowało położenie oddziału AK i groziło jego rozbiciem.   
Do rozbicia oddziału jednak nie doszło bowiem otrzymał on niespodziewaną pomoc ze strony kwaterującego w pobliskim lesie oddziału Batalionów Chłopskich. Dowodzący oddziałem Henryk Grabala słysząc odgłosy toczącej się walki podążył z oddziałem do Skorzowa. Bechowcy zajęli stanowiska w obrębie budynków majątku Skorzów. Była to pozycja górująca nad pobliską drogą i zapewniająca bardzo dobre pole ostrzału. Po wejściu do walki oddziału BCh, sytuacja została opanowana. W czasie narady dowódcy partyzanccy ustalili, że nawet połączone siły partyzanckie są zbyt szczupłe do prowadzenia równorzędnej walki i podjęli decyzję o wycofaniu oddziałów. Po walce dowódca oddziału Henryk Grabala za odwagę i zachowanie zimnej krwi w wykonywaniu rozkazów wyróżnił kilku swoich żołnierzy między innymi dowódcę plutonu Szczepana Korubę oraz Władysława Koźbiała i Jana Stawiarskiego. 
Straty partyzantów były niewielkie, jeden zabity i jeden kontuzjowany. Kontuzji doznał Jan Jop, dowódca oddziału AK po ugodzeniu kamieniem w biodro. Straty niemieckie to czterech zabitych i kilkunastu rannych. Nie są to jednak dane dokładne bowiem zabitych i rannych wycofujący się oddział Wehrmachtu zabrał ze sobą.  
Następnego dnia po potyczce, dowództwo koncentrujących się w okolicy wsi Janina oddziałów partyzanckich Armii Krajowej i Batalionów Chłopskich, wysłało patrole celem rozpoznania okolicy przed planowanym wspólnym z armią radziecką atakiem na Busko-Zdrój. Patrol dowodzony przez bosmana Szczepana Korubę, na niedawnym polu bitwy pod Skorzowem zorganizował kolejną zasadzkę. W czasie potyczki zginął oficer niemiecki a kilku żołnierzy zostało rannych. Po tej akcji Niemcy na ten odcinek drogi skierowali dwa pojazdy pancerne. Po ostrzelaniu wsi Kozina pociskami zapalającymi spłonęło osiem domów.    

## Upamiętnienie

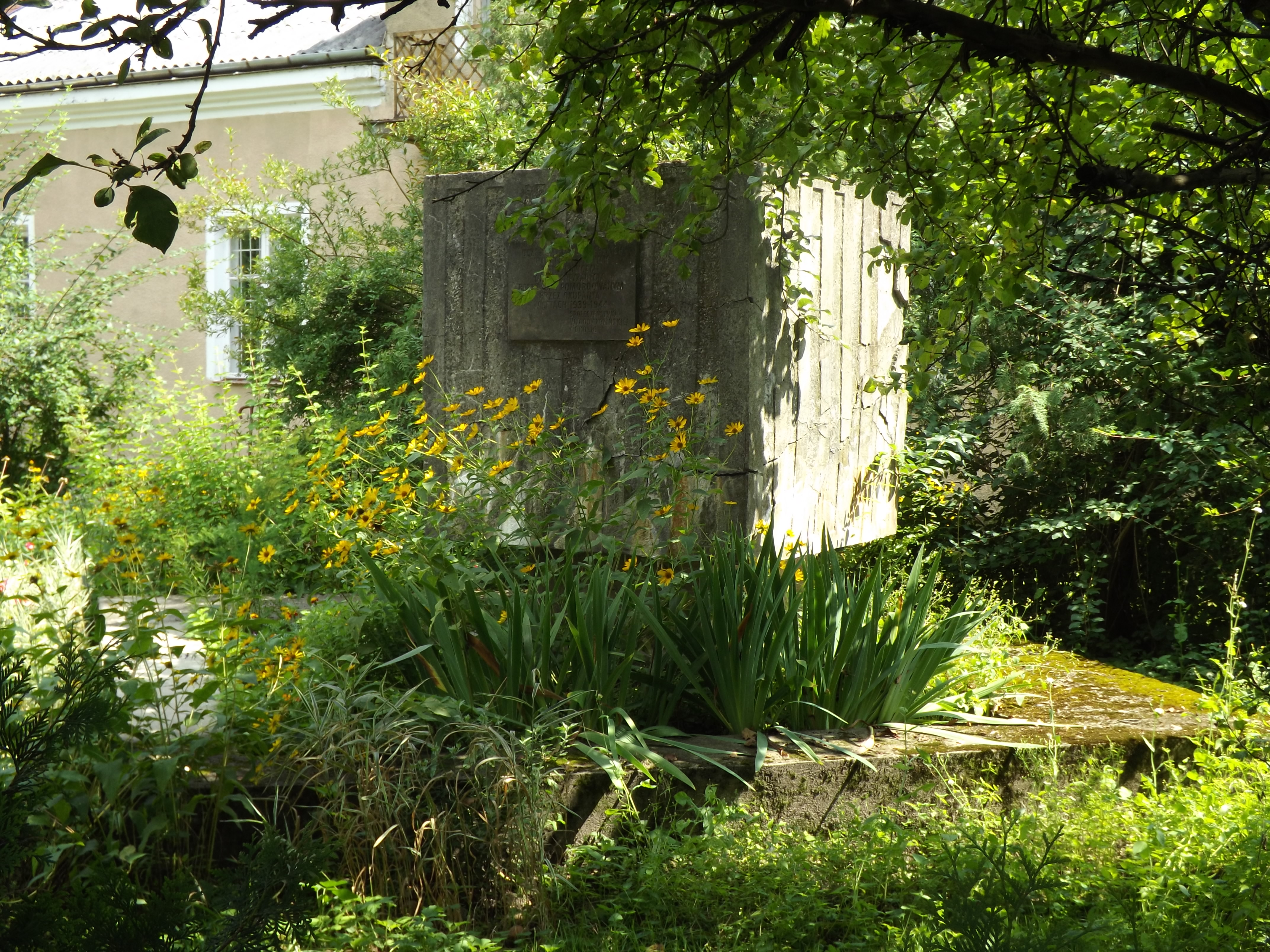
Pomnik w Wygodzie Kozińskiej poświęcony partyzantom Armii Krajowej i Batalionów Chłopskich biorącym udział w bitwie pod Skorzowem

Partyzantom uczestniczącym w tych walkach po zakończeniu II wojny światowej w Wygodzie Kozińskiej zbudowano pomnik, zaprojektowany przez Leszka Kurzeję, którym w okresie Polski Ludowej opiekowali się uczniowie szkoły podstawowej w Szańcu. Na tablicy wyryto napis, Uczestnikom bohaterskich walk partyzanckich z hitlerowcami oraz partyzantom bestialsko pomordowanym przez okupanta w latach 1939-1944. Społeczeństwo Wygody Kozińskiej i okolicy.